# Ryan Raposo
Ryan Raposo (Hamilton, 5 marzo 1999) è un calciatore canadese, centrocampista del Los Angeles FC.

## Caratteristiche tecniche
È un esterno destro.

## Carriera

### Club
Nato ad Hamilton da madre cinese e padre portoghese, durante il periodo del college gioca per i Vaughan Azzurri dove colleziona 24 presenze segnando 13 reti in League1 Ontario; nel 2019 gioca anche due incontri di Canadian Championship realizzando un gol.
Nel Draft MLS del 2020 passa in qualità di quarta scelta ai Vancouver Whitecaps, con cui debutta fra i professionisti l'8 marzo in occasione dell'incontro di MLS vinto 1-0 contro il LA Galaxy.

### Nazionale
Ha giocato nella nazionale canadese Under-23.

## Statistiche

### Presenze e reti nei club
Statistiche aggiornate al 5 luglio 2021.
| Stagione                   | Squadra                    | Campionato                 | Campionato | Campionato | Coppe nazionali | Coppe nazionali | Coppe nazionali | Coppe continentali | Coppe continentali | Coppe continentali | Altre coppe | Altre coppe | Altre coppe | Totale | Totale | Totale |
| Stagione                   | Squadra                    | Comp                       | Pres       | Reti       | Comp            | Pres            | Reti            | Comp               | Pres               | Reti               | Comp        | Pres        | Reti        | Pres   | Reti   |        |
| -------------------------- | -------------------------- | -------------------------- | ---------- | ---------- | --------------- | --------------- | --------------- | ------------------ | ------------------ | ------------------ | ----------- | ----------- | ----------- | ------ | ------ | ------ |
| 2017                       | Vaughan Azzurri            | L1O                        | 10         | 9          | -               | -               | -               | -                  | -                  | -                  | -           | -           | -           | 10     | 9      |        |
| 2018                       | Vaughan Azzurri            | L1O                        | 4          | 0          | -               | -               | -               | -                  | -                  | -                  | -           | -           | -           | 4      | 0      |        |
| 2019                       | Vaughan Azzurri            | L1O                        | 10         | 4          | CC              | 2               | 1               | -                  | -                  | -                  | -           | -           | -           | 12     | 5      |        |
| Totale Vaughan Azzurri     | Totale Vaughan Azzurri     | Totale Vaughan Azzurri     | 24         | 13         |                 | 2               | 1               |                    | -                  | -                  |             | -           | -           | 26     | 14     |        |
| 2020                       | Vancouver Whitecaps        | MLS                        | 12         | 0          | -               | -               | -               | -                  | -                  | -                  | MiB         | 3           | 0           | 15     | 0      |        |
| 2021                       | Vancouver Whitecaps        | MLS                        | 21         | 0          | CC              | 1               | 0               | -                  | -                  | -                  | -           | -           | -           | 22     | 0      |        |
| 2022                       | Vancouver Whitecaps        | MLS                        | 30         | 2          | CC              | 4               | 1               | -                  | -                  | -                  | -           | -           | -           | 34     | 3      |        |
| Totale Vancouver Whitecaps | Totale Vancouver Whitecaps | Totale Vancouver Whitecaps | 63         | 2          |                 | 5               | 1               |                    | -                  | -                  |             | 3           | 0           | 71     | 3      |        |
| Totale carriera            | Totale carriera            | Totale carriera            | 87         | 15         |                 | 7               | 2               |                    | -                  | -                  |             | 3           | 0           | 97     | 17     |        |

## Palmarès

### Competizioni nazionali
- Canadian Championship: 3

Vancouver Whitecaps: 2022, 2023, 2024